# Zygaena erythrus
Zygène des garrigues
Espèce
Zygaena erythrus, la Zygène des garrigues, est une espèce de lépidoptères de la famille des Zygaenidae, de la sous-famille des Zygaeninae et du genre Zygaena. Seule la sous-espèce actae vole en France.

## Description
Cette grande zygène a une envergure de 28 à 38 mm. Elle présente des taches rouges d'ordinaire séparées sur les ailes antérieures. La femelle a des ailes plus pâles que le mâle, ainsi qu'un collier d'écailles blanchâtres et des écailles dorées.

## Biologie
Ses plantes hôtes sont des Apiacées, Eryngium campestre, E. maritimum et E. amethystinum. Elle vole surtout en juillet.

## Distribution
Assez localisée, la Zygène des garrigues se trouve en Italie, Sicile, et dans le Sud-Est de la France.

## Liste des sous-espèces
Selon GBIF (1er avril 2023) :
- Zygaena erythrus actae Burgeff, 1926
- Zygaena erythrus dujardini Leinfest, 1965
- Zygaena erythrus erythrus (Hübner, 1806)
- Zygaena erythrus miserrima Verity, 1922
- Zygaena erythrus saportae Boisduval, 1829

## Systématique
Le nom valide complet (avec auteur) de ce taxon est Zygaena erythrus Hübner, 1806.
Zygaena erythrus a pour synonymes :
- Sphinx erythrus Hübner, 1806
- Zygaena erythrus Hübner
- Zygaena irpinoides Burgeff, 1926
- Zygaena janua Storace, 1956
- Zygaena magna Seitz
- Zygaena minor Rocci, 1926
- Zygaena verityi Stefanelli, 1909
- Zygaena witti Wiegel, 1973